# Martinuskerk (Zwaag)
De Martinuskerk is de enige katholieke kerk in het Noord-Hollandse dorp Zwaag. Het gebouw is ontworpen in de trant van de Amsterdamse School. Links van de kerk aan weerszijden van de ingang naar de sacristie staan de beelden van twee van de negentien Martelaren van Gorcum, te weten Leonardus van Veghel en Nicolaas Pieck.  Tegenover de kerk staat een neo-gotische Lourdeskapel, zeer waarschijnlijk ontworpen door A.C. Bleijs. De Martinuskerk, de aan de achterzijde gelegen sacristie en de beelden van de Martelaren van Gorcum zijn allemaal gemeentelijk monument.
In de toren hangen twee klokken: de Martinus en Donatus. Beide klokken zijn in 1949 door Petit en Fritsen gegoten. De originele klokken zijn in de Tweede Wereldoorlog geroofd door de bezetter. De Martinus wordt als uurslagklok en luidklok gebruikt, de Donatus alleen als luidklok bij bijzondere gelegenheden.
De kerk behoort tot de parochie Heilige Matheüs, waar ook de Koepelkerk in Hoorn en de Onze-Lieve-Vrouw Visitatie in Oosterblokker toe behoren. Tot 2019 behoorde ook de Michaëlkerk in Blokker tot de parochie. In 2013 is besloten om de Michaëlkerk en de Martinuskerk samen te voegen. Op 30 mei 2012 werd er in de parochie gestemd om te bepalen welke kerk, de Sint-Michaëlkerk of de Martinuskerk, gesloten zou worden. Het bisdom heeft besloten om de Michaëlkerk in Blokker te sluiten, waarna er bij die kerk weerstand tegen sluiting ontstond.
In het interieur van de Martinuskerk staan nog originele elementen uit de bouwtijd. Omdat er tot aan de jaren 1960 nog een mannenkant en vrouwenkant was, staat op de banken aangegeven waar de mensen moesten zitten.

## Afbeeldingen

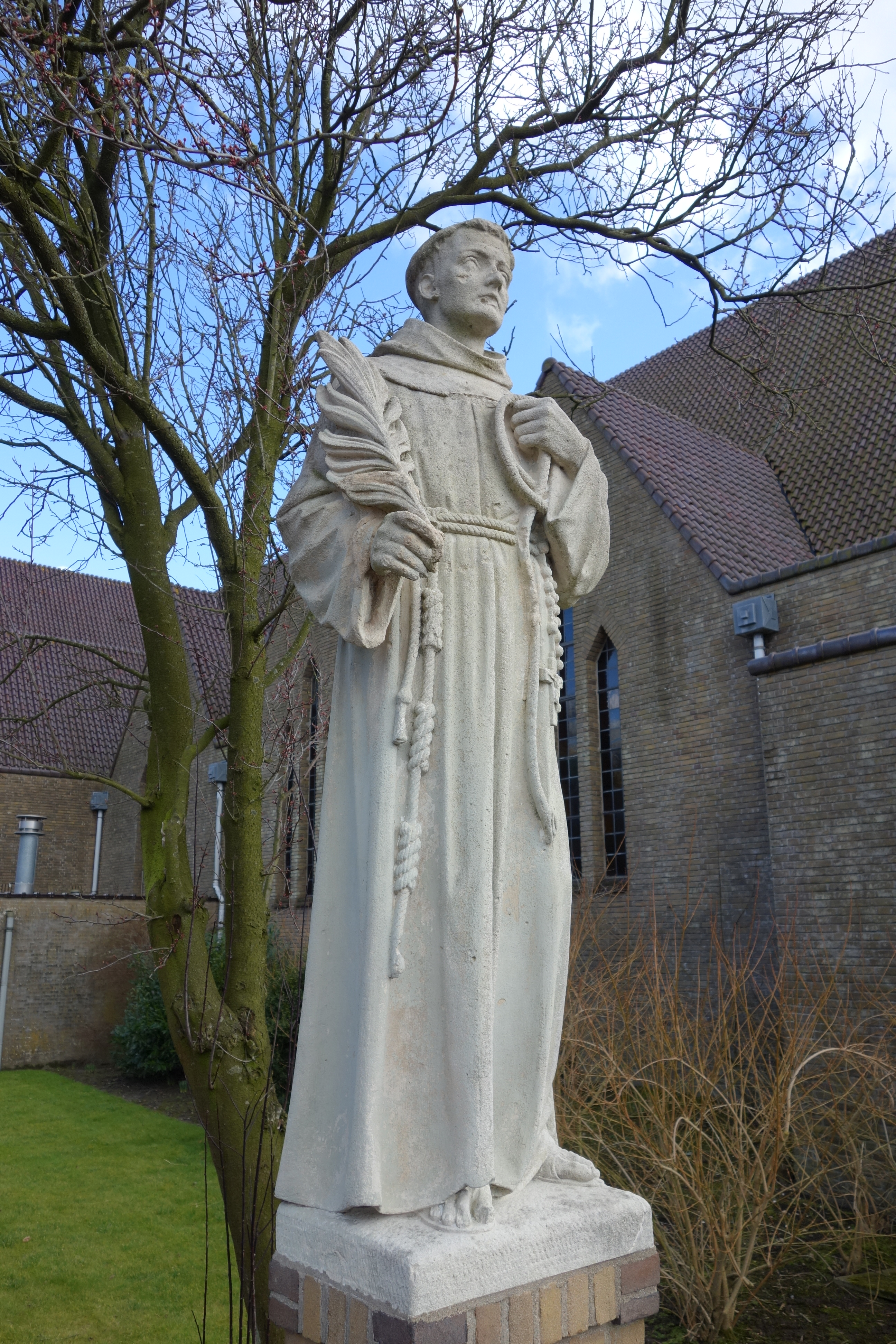
Beeld van de Franciscaner monnik Nicolaas Pieck, een van de Martelaren van Gorcum.
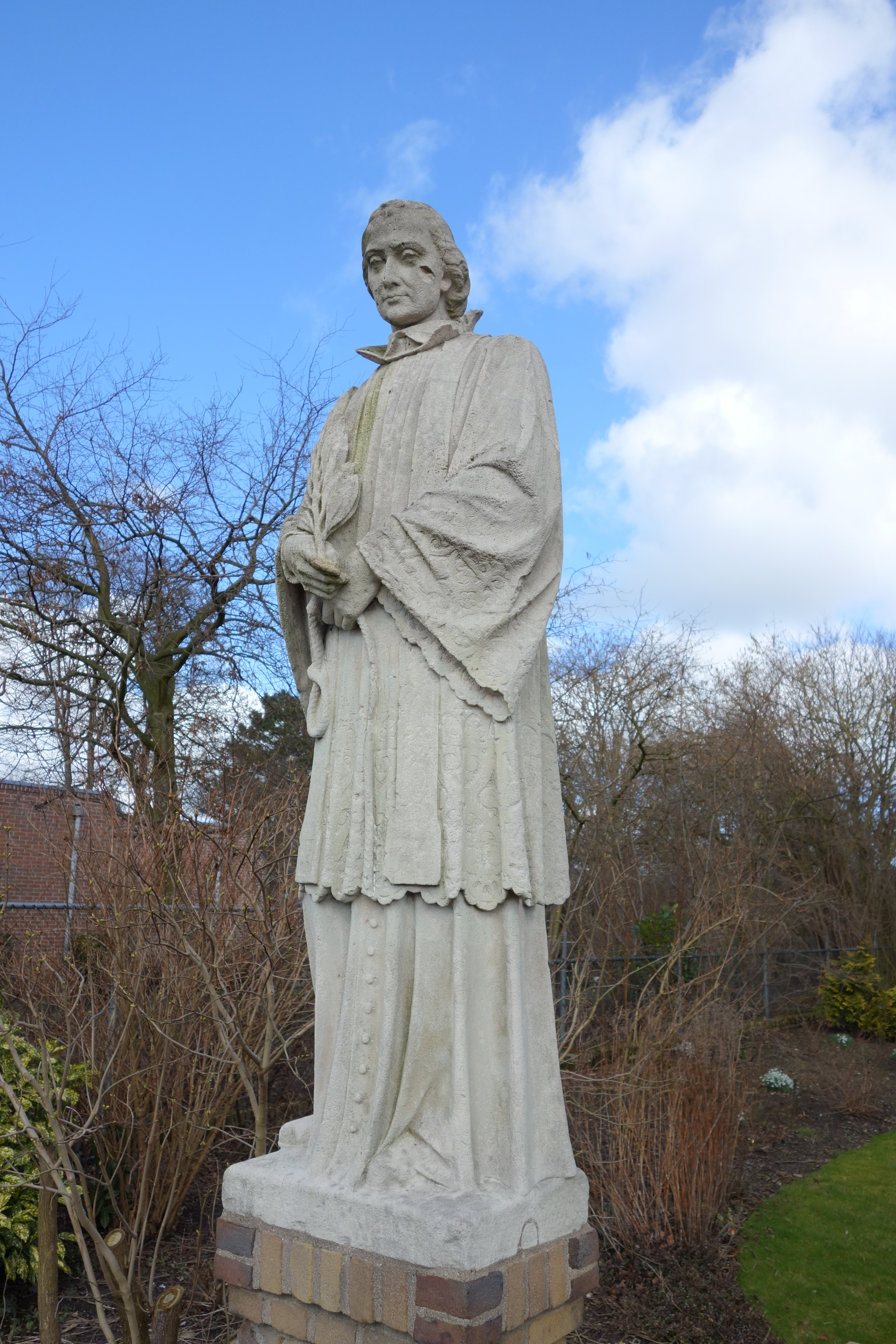
Beeld van Leonardus van Veghel, pastoor te Gorinchem, een van de Martelaren van Gorcum.
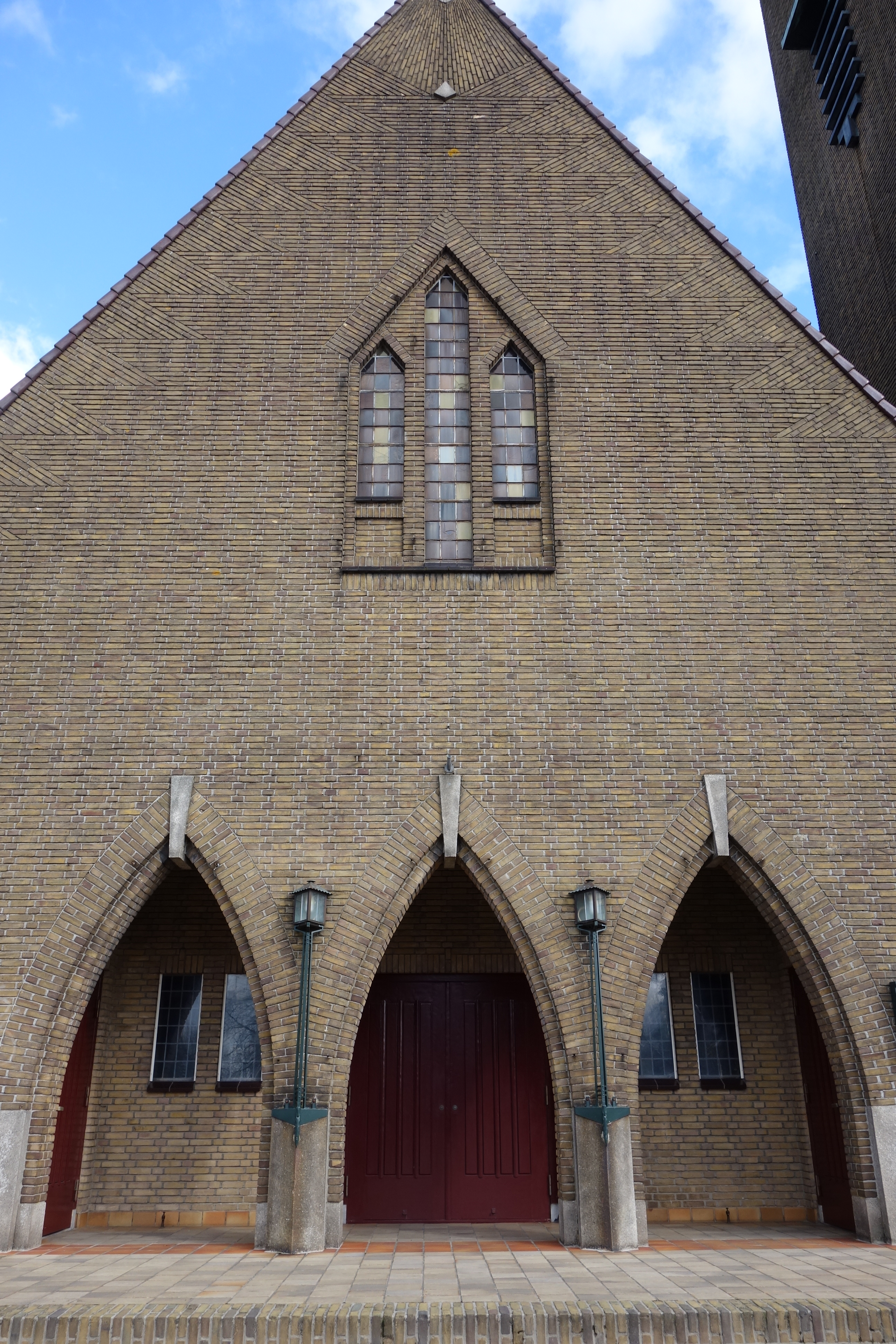
Het portaal van de kerk
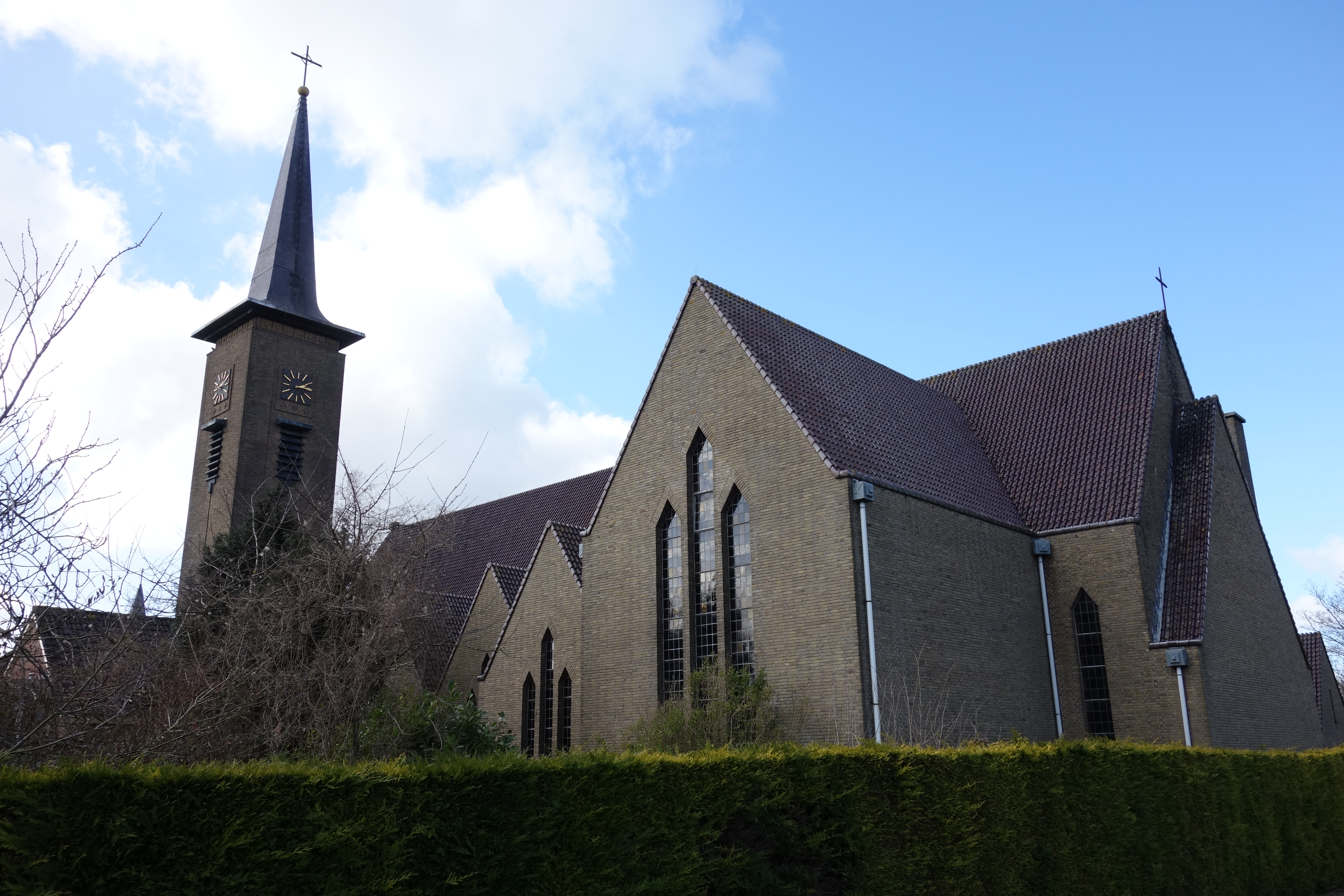
Achterzijde van de Martinuskerk, gezien vanaf de begraafplaats
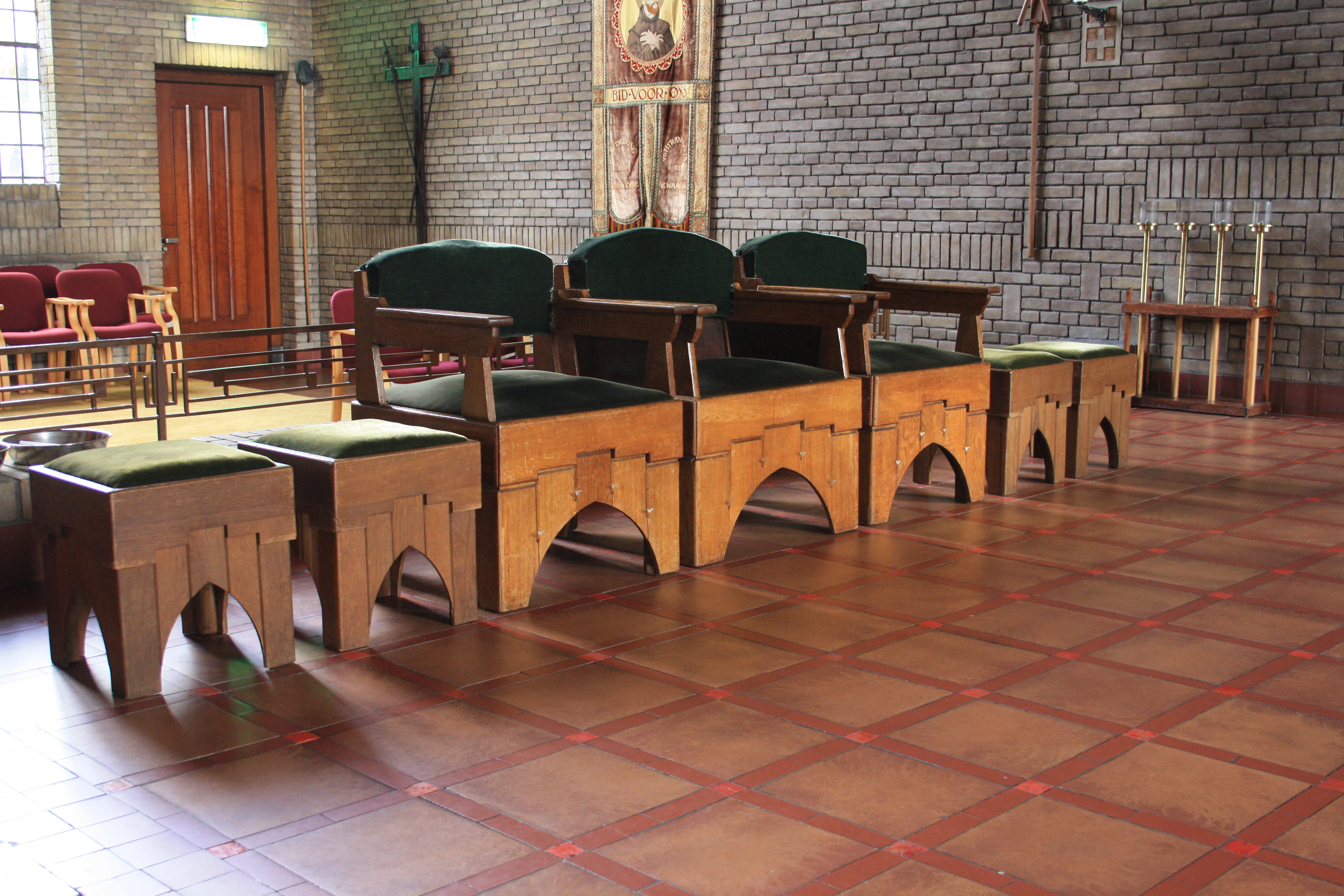
Stoelen op het priesterkoor
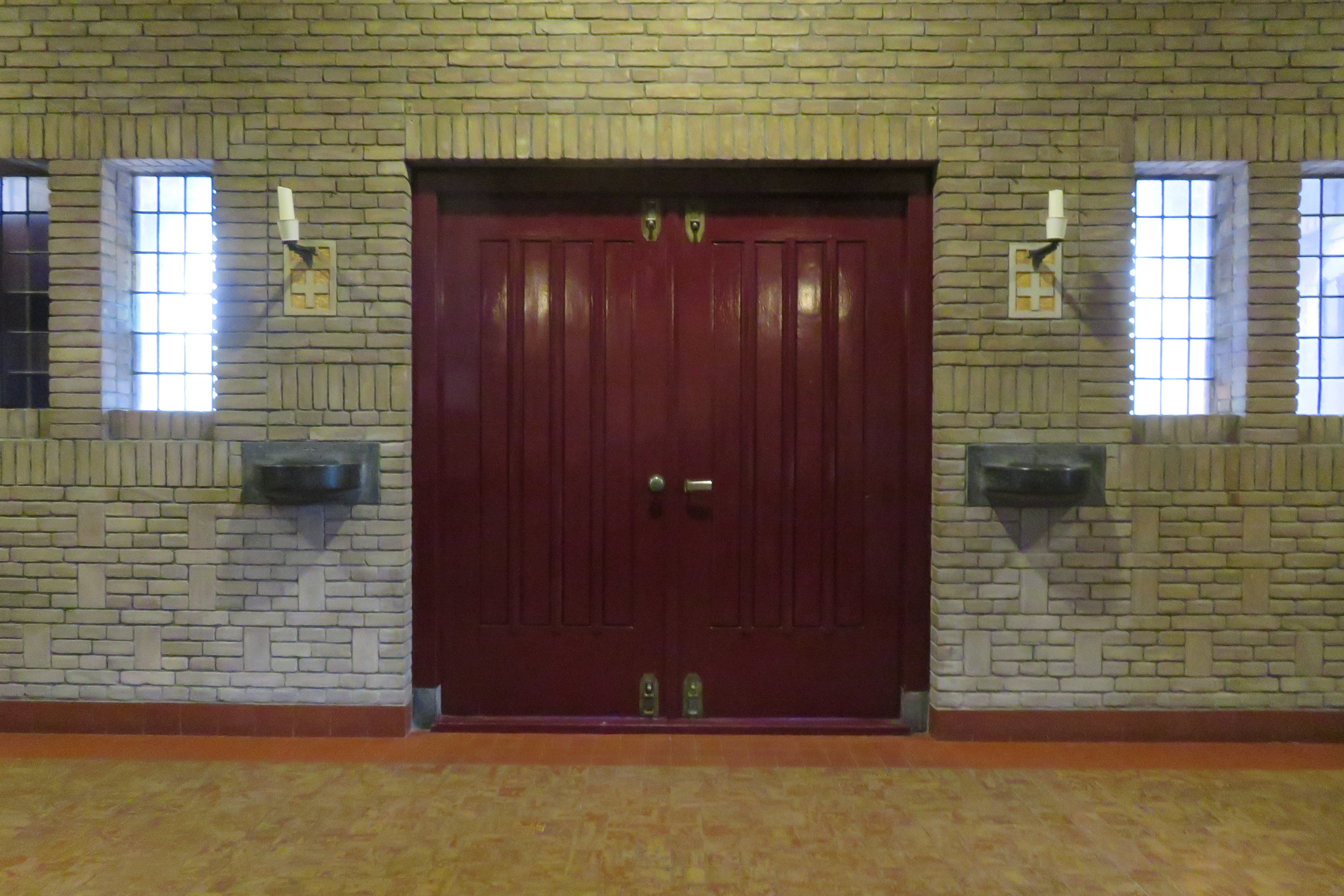
Portaal aan de binnenzijde
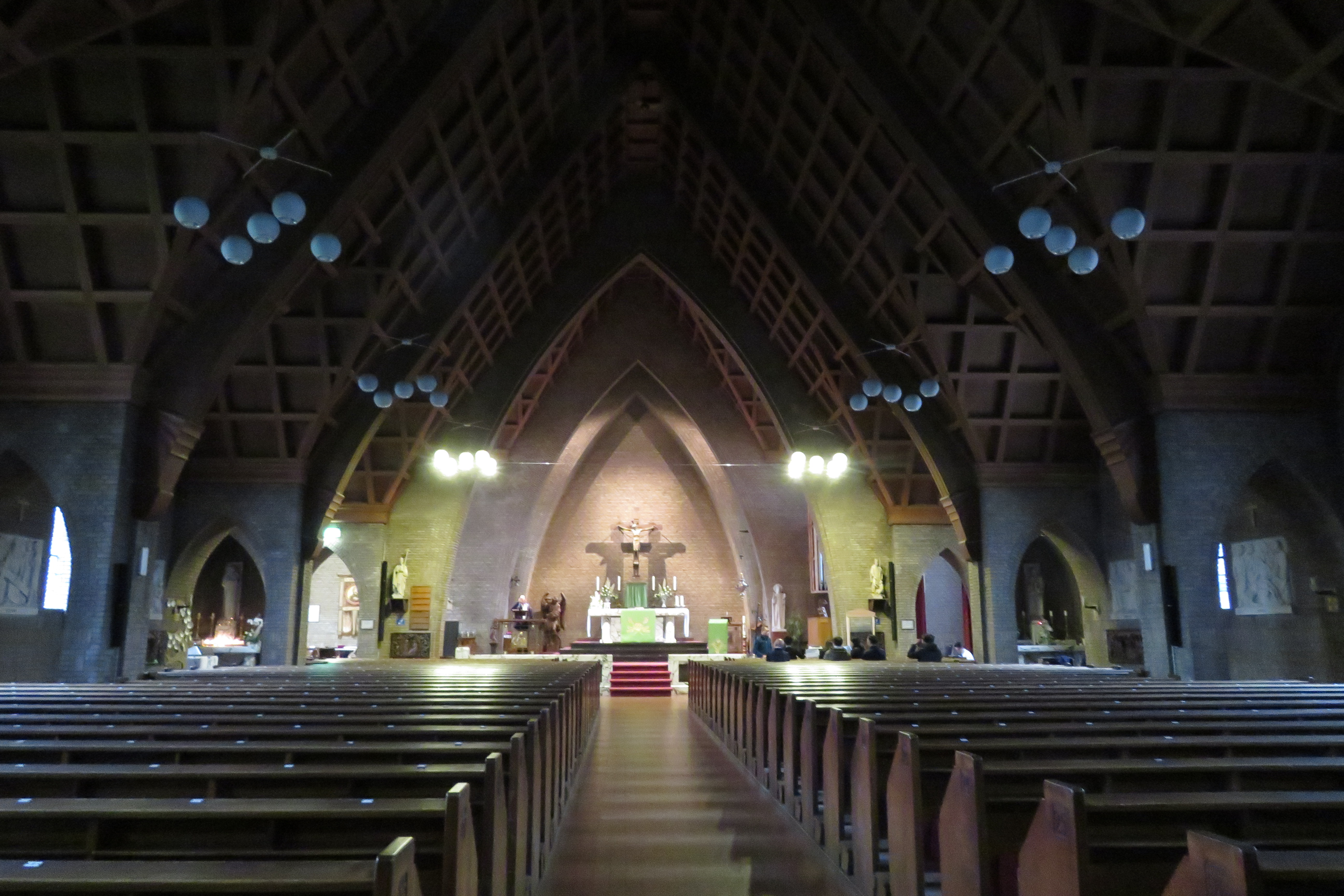
Overzicht van het interieur